# Kévin Anin
Kévin Anin (ur. 5 lipca 1986 w Hawrze) – francuski piłkarz występujący na pozycji pomocnika. Obecnie jest zawodnikiem OGC Nice.

## Kariera klubowa
Kévin Anin pochodzi z antylskiej rodziny z Hawru. Jako nastolatek trenował boks francuski i został 2 razy mistrzem Normandii w tej dyscyplinie. W tym samym czasie trenował także piłkę nożną w klubie Mont-Gaillard w jednej z dzielnic Hawru. Później dołączył do najlepszego klubu z tego miasta, czyli drużyny Le Havre AC. 
Latem 2009 klub Le Havre AC, by utrzymać płynność finansową postanowił sprzedać piłkarza do FC Sochaux-Montbéliard za sumę 2,5 miliona euro. Transfer nie doszedł jednak do skutku, ponieważ Kévin Anin zerwał ścięgno Achillesa. Mimo to piłkarz w następnym roku do klubu z Sochaux, gdy już powrócił do zdrowia. 
31 stycznia 2012 roku podpisał 3–letni kontrakt z pierwszoligowym OGC Nice. W 2013 zakończył karierę.
| Sezon   | Klub        | Kraj    | Rozgrywki | Mecze | Bramki | Rozgrywki Europy | Mecze | Bramki |
| ------- | ----------- | ------- | --------- | ----- | ------ | ---------------- | ----- | ------ |
| 2006/07 | Le Havre AC | Francja | Ligue 2   | 3     | 0      | -                | -     | -      |
| 2007/08 | Le Havre AC | Francja | Ligue 2   | 21    | 0      | -                | -     | -      |
| 2008/09 | Le Havre AC | Francja | Ligue 2   | 25    | 2      | -                | -     | -      |
| 2009/10 | Le Havre AC | Francja | Ligue 2   | 15    | 0      | -                | -     | -      |
| 2010/11 | FC Sochaux  | Francja | Ligue 1   | 24    | 0      |                  | -     | -      |
| 2011/12 | FC Sochaux  | Francja | Ligue 1   | 14    | 0      | Liga Europy UEFA | 0     | 0      |
| 2011/12 | OGC Nice    | Francja | Ligue 1   | 13    | 0      | -                | -     | -      |
| 2012/13 | OGC Nice    | Francja | Ligue 1   | 26    | 1      | -                | -     | -      |